# Rodlseign
Rodlseign ist ein Ortsteil des Marktes Neukirchen-Balbini im Landkreis Schwandorf des Regierungsbezirks Oberpfalz im Freistaat Bayern.

## Geografie
Rodlseign liegt auf dem Nordwestufer des Rabwiesgrabens 1,5 Kilometer südlich von Neukirchen-Balbini und 1 Kilometer südöstlich der Staatsstraße 2150. Südöstlich von Rodlseign erhebt sich der 531 Meter hohe Gallenberg und nordwestlich der 525 Meter hohe Goßenberg.

## Geschichte
Die Einöde Rodlseign (auch: Rodlseigen, Sitlhof) wurde 1783 erstmals erwähnt. 1808 hatte Rodlseign 1 Anwesen, der Eigentümer hieß Gleixner.
1808 wurde die Verordnung über das allgemeine Steuerprovisorium erlassen. Mit ihr wurde das Steuerwesen in Bayern neu geordnet und es wurden Steuerdistrikte gebildet. Dabei kam Rodlseign zum Steuerdistrikt Enzenried. Der Steuerdistrikt Enzenried bestand aus den Ortschaften Dehnhof mit 1 Anwesen, Enzenried mit 9 Anwesen, Goppoltsried mit 7 Anwesen, Grottenthal mit 1 Anwesen, Hansenried mit 13 Anwesen, Hippoltsried mit 3 Anwesen, Oed bei Goppoltsried (Oedhof) mit 2 Anwesen, Rodlseign mit 1 Anwesen, Weihermühle mit 1 Anwesen, Wirnetsried mit 1 Anwesen, Ziegenmühle mit 2 Anwesen.
1820 wurden im Landgericht Neunburg vorm Wald Ruralgemeinden gebildet. Dabei kam Rodlseign zur Ruralgemeinde Boden. Zur Ruralgemeinde Boden gehörten die Dörfer Boden mit 10 Familien, Goppoltsried mit 6 Familien, die Weiler Etzmannsried mit 2 Familien, Hippoltsried mit 3 Familien, Oed mit 2 Familien und die Einöden Rodlseign mit 1 Familie, Stadlhof mit 1 Familie und Wirnetsried mit 1 Familie.
Im Zuge der Gebietsreform in Bayern wurde 1972 die Gemeinde Boden aufgelöst und nach Neukirchen-Balbini eingemeindet.
Rodlseign gehört zur Pfarrei Neukirchen-Balbini. 1997 hatte Rodlseign 3 Katholiken.

## Einwohnerentwicklung ab 1809
| Jahr | Einwohner | Gebäude |
| ---- | --------- | ------- |
| 1809 | 5         | k. A.   |
| 1820 | 1 Familie | k. A.   |
| 1838 | 7         | 1       |
| 1861 | 10        | 3       |
| 1871 | 9         | 6       |
| 1885 | 7         | 1       |
| 1900 | 8         | 1       |

| Jahr | Einwohner | Gebäude |
| ---- | --------- | ------- |
| 1913 | 4         | 1       |
| 1925 | 7         | 1       |
| 1950 | 5         | 1       |
| 1961 | 7         | 2       |
| 1970 | 8         | k. A.   |
| 1987 | 2         | 1       |
| 2011 | 6         | k. A.   |